# Ass Like That
Ass Like That (wersje publikowane jako A** Like That, Like That lub Butt Like That) – singel z 2005 roku rapera Eminema z jego albumu, Encore (2004).

## Track lista
- CD Single

1. „Ass Like That” (Producent: Dr. Dre, Mike Elizondo) – 4:25
2. „Business” (Producent: Dr. Dre) – 4:11

## Pozycje
| Listy (2005)                         | Najwyższa pozycja |
| ------------------------------------ | ----------------- |
| Australian Singles Chart             | 10                |
| Austrian Singles Chart               | 27                |
| Belgian Singles Chart (Flanders)     | 20                |
| Belgian Singles Chart (Wallonia)     | 23                |
| Denmark Singles Chart                | 6                 |
| Eurochart Hot 100                    | 11                |
| German Singles Chart                 | 31                |
| Irish Singles Chart                  | 4                 |
| Netherlands Singles Chart            | 28                |
| New Zealand Singles Chart            | 9                 |
| Swiss Singles Chart                  | 25                |
| UK Singles Chart                     | 4                 |
| U.S. Billboard Hot 100               | 60                |
| U.S. Billboard Hot R&B/Hip-Hop Songs | 93                |
| U.S. Billboard Pop 100               | 37                |